# Kernkraftwerk Phénix
Das stillgelegte französische Kernkraftwerk Phénix war einer der wenigen schnellen Brutreaktoren, die zur kommerziellen Stromerzeugung verwendet wurden. Es befindet sich auf dem Areal der Nuklearanlage Marcoule am Unterlauf der Rhone, etwa 30 Kilometer nördlich von Avignon im Département Gard der Region Okzitanien.

## Geschichte
Das Kernkraftwerk wurde von den französischen Gesellschaften Électricité de France (EDF) und Commissariat à l’énergie atomique (CEA) betrieben. Bei dem Kernreaktor handelte es sich um einen natriumgekühlten schnellen Brüter (SNR), einen Prototypreaktor, der als Vorläufer für das wegen ständigen Defekten und Problemen bereits nach 10 Betriebsjahren wieder geschlossenen Superphénix diente.
Baubeginn für den Reaktorblock war am 1. November 1968, er ging am 13. Dezember 1973 in Betrieb. Das Kernkraftwerk war von 1990 bis 1996 nur unregelmäßig in Betrieb, 1997 wurde es komplett abgeschaltet.
Im Februar 1998 wurde im Zuge der Abschaltung des Nachfolgers Superphénix beschlossen, Phénix wieder in Betrieb zu nehmen, um die Forschungen auf dem Gebiet der schnellen Brüter weiter zu betreiben. Am 9. September 1998 wurde die Genehmigung für den Leistungsbetrieb wieder erteilt. Nach einer Renovierung von 1998 bis 2003 befand sich das Kernkraftwerk ab 2004 wieder in Betrieb.
Im März 2009 wurde das Kraftwerk vom Netz genommen, im Oktober 2009 vorläufig und am 1. Februar 2010 offiziell abgeschaltet.
Obwohl Phénix den Prototyp einer neuen Reaktorbauart darstellte und demzufolge nur beschränkt Erfahrungen mit dieser Technologie vorhanden waren, funktionierte er zuverlässiger als andere ähnliche Projekte, ganz im Gegensatz zu dem regulären größeren und stärkeren Nachfolger, der nach drastischen Kostensteigerungen bei Bau und Betrieb nach zahlreichen Störfällen bis hin zu Teileinstürzen von Gebäudeteilen schon nach 10 Betriebsjahren geschlossen wurde. Mit über 30 Jahren Betrieb war Phénix, zusammen mit dem russischen BN-600, einer der wenigen erfolgreichen Brutreaktoren, die zur kommerziellen Stromerzeugung verwendet wurden.

## Eckdaten
Der Kernreaktor war ein natriumgekühlter schneller Brutreaktor mit einer elektrischen Nettoleistung von 233 Megawatt (MW) und einer Bruttoleistung von 242 MW. Die thermische Leistung betrug 563 MW. Der  Reaktorblock wurde mit der Rhône entnommenem Wasser gekühlt. In guten Betriebsjahren speiste das Kraftwerk knapp eine Milliarde Kilowattstunden ins öffentliche Stromnetz ein, im Durchschnitt von 1974 bis 2010 allerdings ca. ein Drittel weniger.
Der Reaktor wurde zur Gewinnung von elektrischer Energie und zur Erforschung der Technologie des schnellen Brüters verwendet. Der letzte Verwendungszweck war die Erprobung der Transmutation radioaktiver Abfälle. Es wurden 250 Mitarbeiter beschäftigt, davon 60 Operatoren.

## Daten des Reaktorblocks
Das Kernkraftwerk Phénix besaß einen Kraftwerksblock:
| Reaktorblock | Reaktortyp            | Netto- leistung | Brutto- leistung | Baubeginn  | Netzsyn- chronisation | Kommer- zieller Betrieb | Abschal- tung |
| ------------ | --------------------- | --------------- | ---------------- | ---------- | --------------------- | ----------------------- | ------------- |
| Phénix       | Schneller Brutreaktor | 233 MW          | 242 MW           | 01.11.1968 | 13.12.1973            | 14.07.1974              | 01.02.2010    |